# Kalina (Alutaguse)
Koordinaten: 59° 16′ N, 27° 21′ O
Kalina ist ein Dorf (estnisch küla) in der Landgemeinde Alutaguse (bis 2017 Mäetaguse). Es liegt im Kreis Ida-Viru (Ost-Wierland) im Nordosten Estlands.

## Beschreibung und Geschichte
Das Dorf hat 88 Einwohner (Stand 1. Januar 2011).
Kalina wurde erstmals 1241 urkundlich erwähnt. Im 17. Jahrhundert wurde bei dem Dorf ein Gut gegründet, dass der adligen deutschbaltischen Familie Rosen gehörte.
Der Ort liegt in einem Karstgebiet. Bei Naturliebhabern bekannt ist das Moor von Kalina (Kalina soo). An dessen östlichem Rand liegt der vier Hektar große Kalina-See (Kalina järv).